# タリスマン (バレエ)

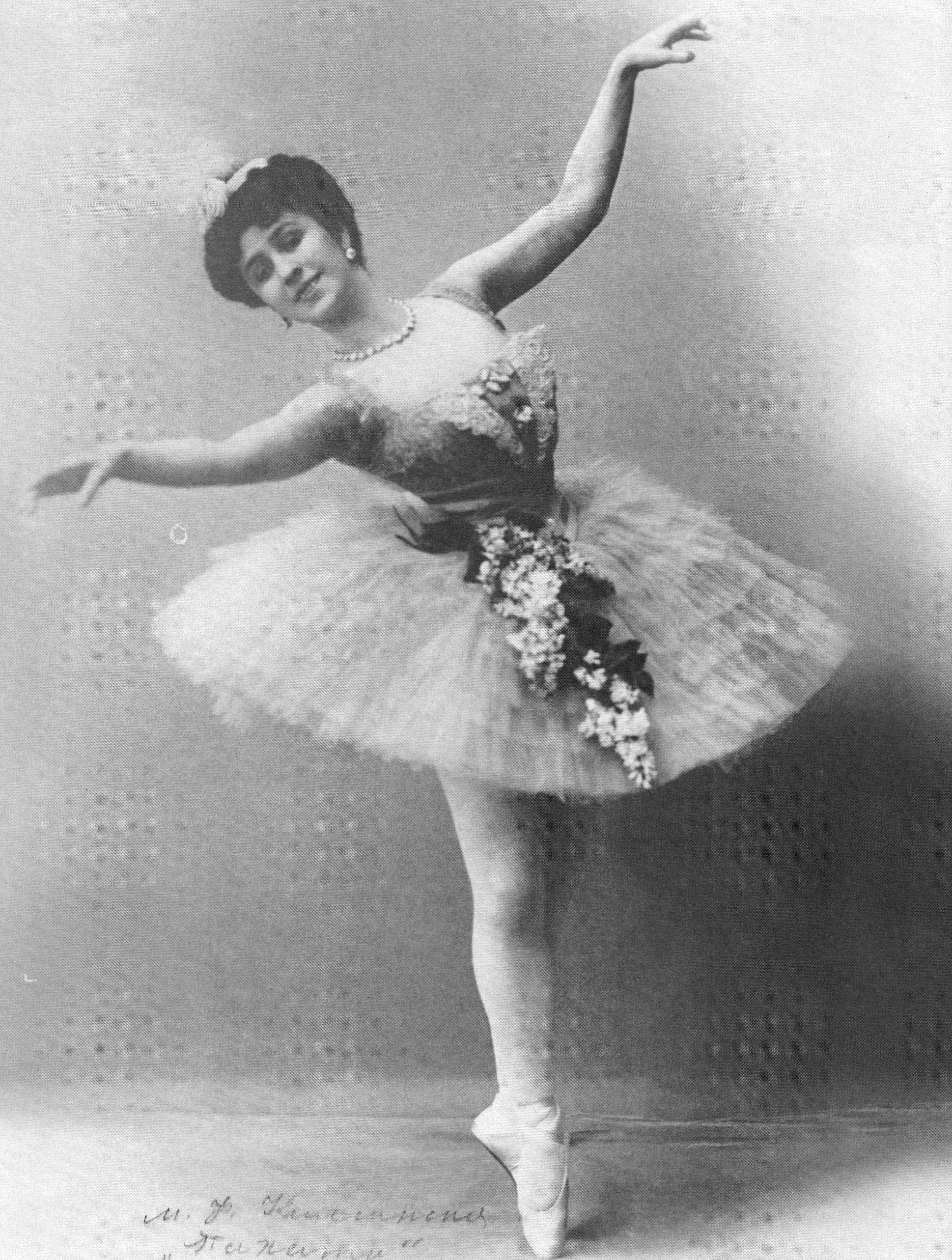
主人公ニリチを演じるM・クシェシンスカヤ（1910年）

タリスマン（フランス語: Le Talisman）は、マリウス・プティパ振付、リッカルド・ドリゴ作曲の4幕7場のバレエである。台本はコンスタンティン・タルノフスキーとマリウス・プティパ。1889年2月6日にロシアのサンクトペテルブルクにある帝室マリインスキー劇場で初演された。今日では全幕が上演される機会はほとんどないが、タリスマンのパ・ド・ドゥは多くのバレエ団で演じられる。

## 登場人物と初演キャスト
| 登場人物               | サンクトペテルブルク1889年版 | サンクトペテルブルク1895年版 | サンクトペテルブルク1909年版 |
| ---------------------- | ---------------------------- | ---------------------------- | ---------------------------- |
| 天界の女王の娘ニリチ   | エレナ・コルナルバ           | ピエリーナ・レニャーニ       | オルガ・プレオブラジェンスカ |
| 藩王ヌレディン         | パーヴェル・ゲルト           | パーヴェル・ゲルト           | ニコライ・レガート           |
| 風神ヴァイユ           | エンリコ・チェケッティ       | アレクサンドル・ゴルスキー   | ヴァーツラフ・ニジンスキー   |
| 天界の女王アムラバティ | アンナ・ヨハンソン           |                              |                              |
| 織工の息子ナル         | アルフレッド・ベケフィ       |                              |                              |
| ナルの婚約者ニリリャ   | マリー・プティパ             |                              |                              |
| アクダール王           |                              |                              | パーヴェル・ゲルト           |

## 改訂・蘇演
- プティパによる帝室バレエ団での蘇演。蘇演にあたってドリゴがスコアに修正を行った。1895年11月4日に帝室マリインスキー劇場で初演
- プティパのオリジナル版に基づくニコライ・レガートによる帝室バレエ団での蘇演。楽曲はドリゴにより修正・再編された。1901年12月12日に帝室マリインスキー劇場で初演。
- ルイージ・トルネッリによりミラノ・スカラ座バレエ団にて Le Porte-bonheur （「幸福の扉」の意）に改題して蘇演。1908年7月18日、イタリアのミラノ・スカラ座で初演。
- ポール・チャーマーとイリアナ・チタリスティによるバレット・デル・テアトロ・フィラーモニコでの蘇演。1997年3月14日にイタリア・パドヴァのヴェルディ劇場で初演。ニリチをカルラ・フラッチ、ヴァイユをアレッサンドロ・モラン、ヌレディンをステファン・フォーニアルが演じた。

## 逸話
- 古代インドを舞台とした作品で、初演はあまり成功しなかった。バレエ愛好家や批評家からはドリゴの楽曲の方が絶賛されて大きな話題となり、プティパ本人さえ「オーケストラをステージで演奏させ、ダンサーをピットで踊らせるべきだった！」と吐き捨てるほどだった。美術家のアレクサンドル・ベノワは、その自伝の中でサンクトペテルブルク大学の学生だった当時に本作を見てドリゴの楽曲に強く感銘を受けたとして次のように語っている。「プティパのタリスマンで私とヴァレーチカ（『芸術世界』の同人であったワルター・ヌーヴェルの愛称）を惹き付けたのはドリゴの楽曲であった。実際、我々は初演でそれを大いに喜び、騒々しいばかりの喝采を送って注目されてしまったが、それは当時かなり人気のあったサンクトペテルブルク総督にはショックを与えたようだった。彼は（一等席にある常設席から）振り返り、厳しい表情で我々に指を振った。しかし、大いに熱狂していた私が "Mais puisque, Excellence, c'est un chef d'oeuvre!"（しかし閣下、これは傑作です！）と叫ばんばかりに拍手を続けたため、彼は私に慈父のような笑顔を見せてくれた。」
- 1895年の蘇演は大成功を収め、サンクトペテルブルクの人々の間では同年初めに初演されたプティパとレフ・イワノフによる『白鳥の湖』の改訂版よりも評判になったとされる。
- ニコライ・レガートによる1909年の蘇演は、ドリゴが元の楽曲を完全に一新して大成功を収めた。特に初演はロシア帝室全員の臨席を賜ったうえで、皇帝ニコライ2世と皇后アレクサンドラの成婚13周年を記念して行われた。観衆には多くのサンクトペテルブルク貴族も含まれていた。レガートによる蘇演版は、1917年の十月革命直前まで帝室バレエ団のレパートリーに残っていた。
- 1997年、振付家のポール・チャーマーが、イタリア・ヴェローナのバレット・デル・テアトロ・フィラーモニコのためにタリスマンを復活上演した。これはリッカルド・ドリゴ生誕150周年を記念する会合に合わせたもので、ドリゴの故郷パドヴァで上演された。

## タリスマンのパ・ド・ドゥ
1955年、キーロフ・バレエ（現マリインスキー・バレエ）のバレエ・マスターであったピョートル・グセフがタリスマンから音楽を抜粋し、今日「タリスマンのパ・ド・ドゥ」として知られるものを制作した。これは現在では世界中の多くのバレエ団がレパートリーとしている。
タリスマンのパ・ド・ドゥには、ドリゴによる音楽だけでなく、別の作曲家による音楽も含まれている。特に男性のヴァリアシオンはグセフがプティパ振付、チェーザレ・プーニ作曲の『ファラオの娘』から採ったもので、現在でもパ・ド・ドゥに含まれている。

## あらすじ

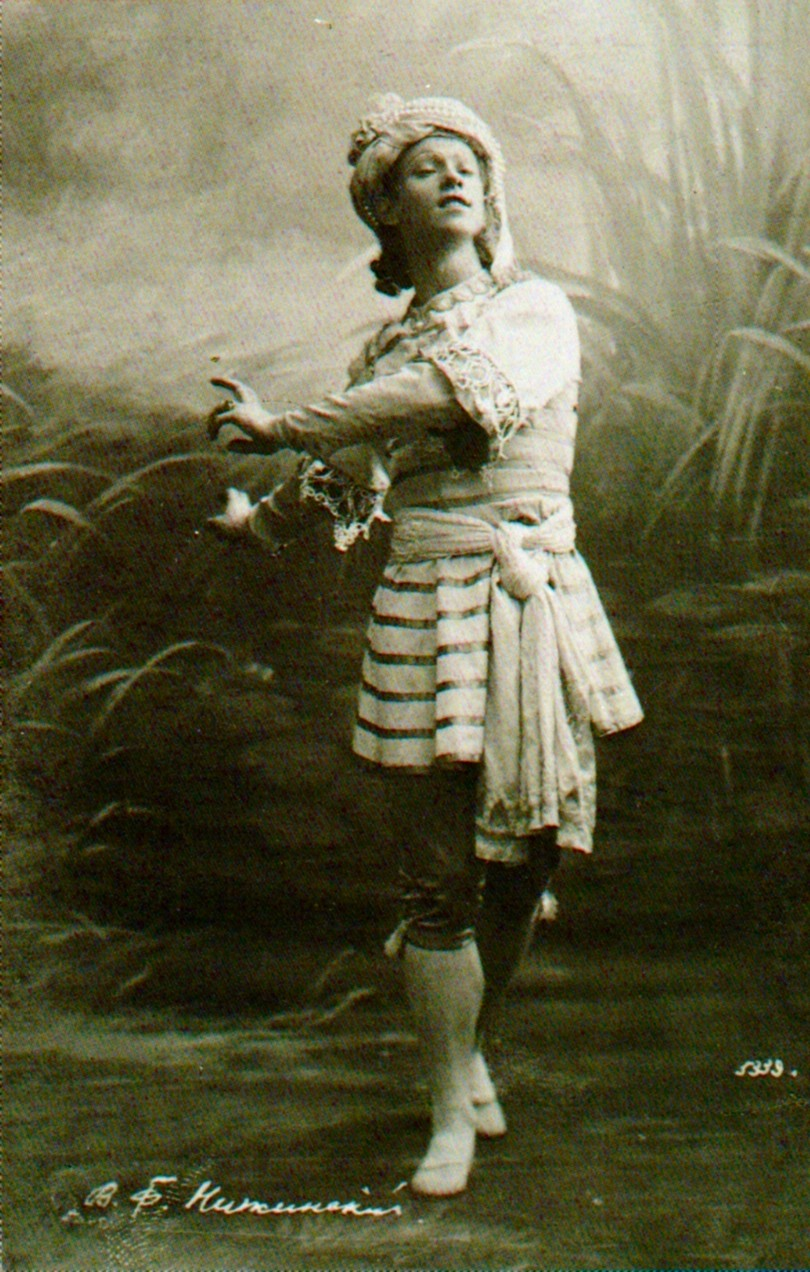
ヴァイユを演じるV・ニジンスキー（1910年）

天界の女王の娘、女神ニリチは父の命により地上に修行に行くことになった。女王はニリチにタリスマン（お守り）を渡し、「これを持っていればいつでも天界に戻れるが、人間に恋をすれば戻れなくなる」と言い添えて、風神ヴァイユを供につけて送り出す。
藩王ヌレディンはアクダール王の娘ダマヤンティと婚約しているが、実は結婚には乗り気でない。ヌレディンは気晴らしのため旅に出るが、道中で迷ってしまう。そこにニリチが天界から降りてきて、ヌレディンはたちまちニリチに恋をしてしまう。ヌレディンはニリチを抱きしめようとするが、ヴァイユが風を起こしてニリチを逃がす。このとき、ニリチはタリスマンを落としてしまい、それをヌレディンが拾う。
場所は変わり、アクダール王の宮殿でヌレディンとダマヤンティの婚礼の準備が進められる。従者らは祝宴に向かうが、ヌレディンは一人残ってニリチに思いを馳せる。そこにニリチが現れてタリスマンを返してくれるよう願うが、ニリチを引き留めたいヌレディンはそれを拒む。ニリチが去ると入れ替わりにアクダール王とダマヤンティが現れて、婚礼の儀式として夫婦の契りを交わすよう求めるが、ヌレディンは「他の女性を愛してしまったので結婚はできない」と申し出る。ダマヤンティはショックのあまり気を失い、王は激怒する。しまいには兵士まで入り乱れての乱闘となるが、タリスマンを取り戻すためにヴァイユが火柱を起こして争いを止める。その様子を見ていたニリチは、少しずつヌレディンに想いを寄せるようになる。
宮殿からの帰途に就いたヌレディンは、道中で僧侶と女奴隷に出会う。それがヴァイユとニリチの変装であることを見抜いたヌレディンは、ヴァイユに酒を飲ませて酔わせ、ニリチを攫う。ニリチはヌレディンに何度もタリスマンを返すよう願うが、ヌレディンは「地上に留まり妻となって欲しい」と頑として譲らない。返してくれないヌレディンに思い詰めたニリチは短剣で自殺しようとするが、ヌレディンに止められる。そして、頑なにタリスマンを求めるニリチに怒ったヌレディンは、タリスマンをニリチの足元に投げつける。ニリチはタリスマンを拾い、天界へ帰ろうとするが、涙に暮れるヌレディンの姿に激しく心を揺さぶられる。ニリチは天界に戻るか愛を選ぶかで大いに葛藤するが、ついには愛を選び、タリスマンだけが天界に戻った。